# Bunch-of-Grapes

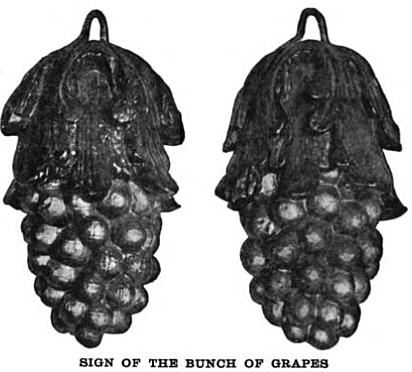
Enseigne de la taverne The Bunch-of-Grapes (« À la grappe de raisins »)

The Bunch-of-Grapes (« À la grappe de raisins ») était une taverne située dans le King Street (aujourd'hui State Street) à Boston (Massachusetts) aux XVIIe et XVIIIe siècles.
Exemple typique des tavernes (ou pubs) de l'époque, elle avait plusieurs fonctions dans la vie de la ville. On pouvait y acheter des boissons et des esclaves, y rencontrer des amis, des associés professionnels et des conspirateurs politiques. Les Fils de la Liberté s'y rencontraient notamment.
La taverne apparaît dans le jeu vidéo Assassin's Creed III.